# Гаетан Куаку
Гаетан Міссі Мезу Куаку (фр. Gaëtan Missi Mezu Kouakou; нар. 4 травня 1996, Вільнев-д'Аск, Франція) — французький та габонський футболіст, нападник київського «Арсеналу» та збірної Габону.

## Клубна кар'єра
Народився в французькому місті Вільнев-д'Аск. Футбольну кар'єру розпочав у молодіжній академії «Тулуз Фонтен», в якій займався до 2013 року. З 2013 по 2014 рік виступав у клубі «Бальма» з другого дивізіону аматорського чемпіонату Франції. У 2014 році перейшов до «Валансьєну». З 2015 по 2016 рік зіграв 6 матчів у французькій Лізі 2. У червні 2016 року підписав контракт з ФК «Парижем», який сезон розпочав у Національний чемпіонат (третій дивізіон).
1 березня 2019 року потрапив до заявки київського «Арсеналу» на сезон. Дебютував за столичний клуб 4 травня 1996 року в переможному (1:0) виїзному поєдинку 20-о туру Вищої ліги проти донецького «Олімпіка». Мессі Мезу вийшов на поле в стартовому складі, а на 74-й хвилині його замінив Олександр Ковпак.

## Кар'єра в збірній
Незважаючи на те, що Гаетан народився у Франції, він вирішив на міжнародному рівні країну свого походження — Габон. Саме за цю збірну Коуаку дебютував 28 травня 2016 року в товариському поєдинку проти Мавританії.

## Досягнення
«Дунеря»
- Ліга II
  -  Чемпіон (1): 2017/18